# Lacarre
Lacarre (Lakarra, en euskara) est une commune française du Pays basque nord, située dans le département des Pyrénées-Atlantiques en région Nouvelle-Aquitaine.
Le gentilé est Lakartar.

## Géographie

### Localisation
La commune de Lacarre se trouve dans le département des Pyrénées-Atlantiques, en région Nouvelle-Aquitaine.
Elle se situe à 109 km par la route de Pau, préfecture du département, à 53 km de Bayonne, sous-préfecture, et à 33 km de Mauléon-Licharre, bureau centralisateur du canton de Montagne Basque dont dépend la commune depuis 2015 pour les élections départementales.
La commune fait en outre partie du bassin de vie de Saint-Jean-Pied-de-Port.
Les communes les plus proches sont : 
Bustince-Iriberry (1,3 km), Ainhice-Mongelos (1,8 km), Gamarthe (2,1 km), Jaxu (2,4 km), Bussunarits-Sarrasquette (3,0 km), Saint-Jean-le-Vieux (3,7 km), Ahaxe-Alciette-Bascassan (4,4 km), Suhescun (5,7 km).
Sur le plan historique et culturel, Lacarre fait partie de la province de la Basse-Navarre, un des sept territoires composant le Pays basque,. La Basse-Navarre en est la province la plus variée en ce qui concerne son patrimoine, mais aussi la plus complexe du fait de son morcellement géographique. Depuis 1999, l'Académie de la langue basque ou Euskalzaindia divise la Basse-Navarre en six zones,. La commune est dans le pays de Cize (Garazi), au sud-est de ce territoire.

### Communes limitrophes
Les communes limitrophes sont  Ainhice-Mongelos, Bussunarits-Sarrasquette, Bustince-Iriberry et Gamarthe.
|                   | Ainhice-Mongelos         |          |
| Bustince-Iriberry | Lacarre                  | Gamarthe |
|                   | Bussunarits-Sarrasquette |          |

### Hydrographie

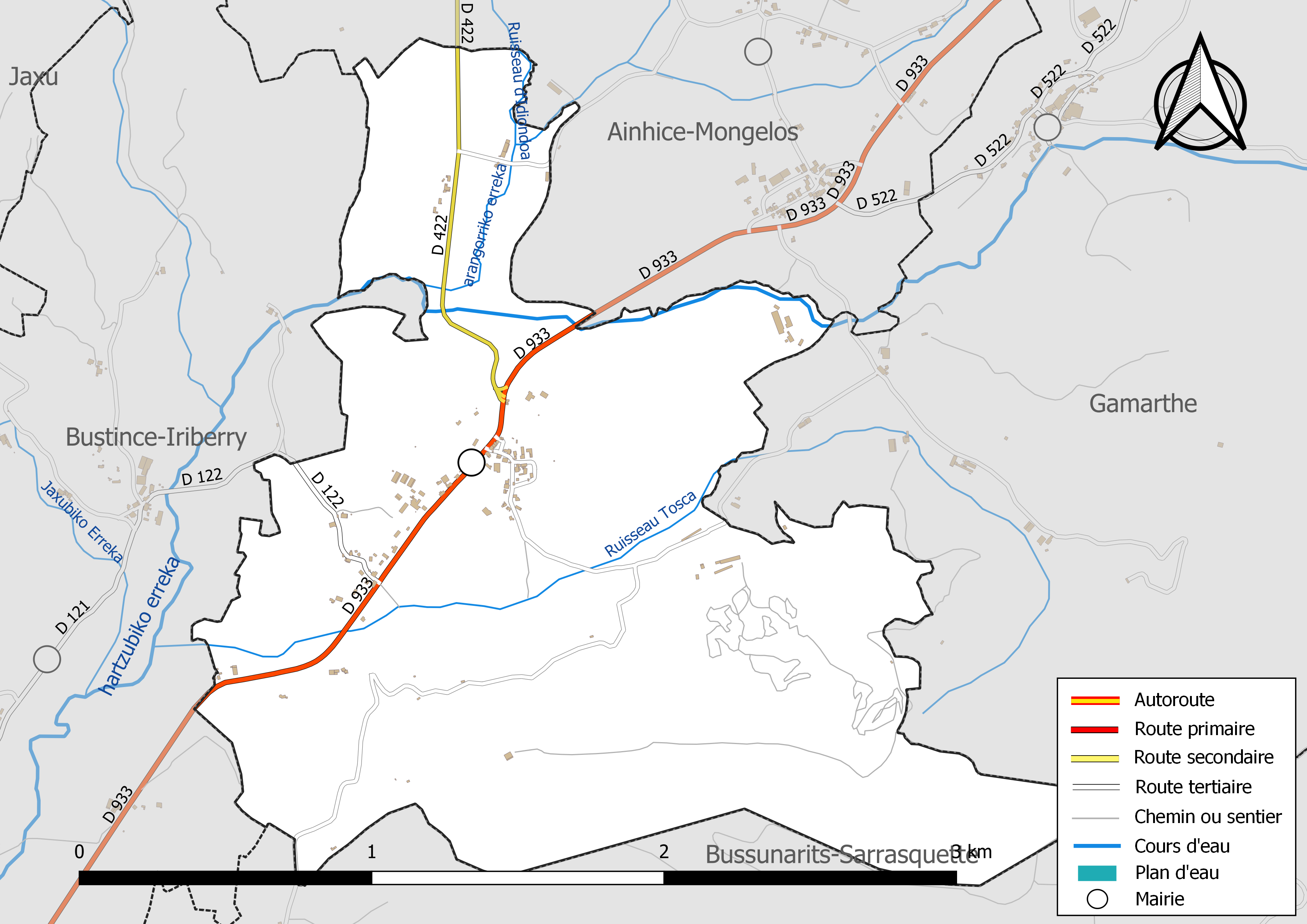
Réseaux hydrographique et routier de Lacarre.

La commune est drainée par l'Arzubiko erreka, l’arangorriko erreka, le ruisseau d'Idiondoa, le ruisseau Tosca, et par divers petits cours d'eau, constituant un réseau hydrographique de 5 km de longueur totale,.
L'Arzubiko erreka, d'une longueur totale de 13,2 km, prend sa source dans la commune de Gamarthe et s'écoule du nord-est au sud-ouest. Il traverse la commune et se jette dans le Laurhibar à Saint-Jean-Pied-de-Port, après avoir traversé 7 communes.

### Climat
Pour des articles plus généraux, voir Climat de la Nouvelle-Aquitaine et Climat des Pyrénées-Atlantiques.
Historiquement, la commune est exposée à un micro climat océanique basque.  
En 2020, Météo-France publie une typologie des climats de la France métropolitaine dans laquelle la commune est exposée à un climat de montagne et est dans la région climatique Pyrénées atlantiques, caractérisée par une pluviométrie élevée (>1 200 mm/an) en toutes saisons, des hivers très doux (7,5 °C en plaine) et des vents faibles.
Pour la période 1971-2000, la température annuelle moyenne est de 13,2 °C, avec une amplitude thermique annuelle de 13,1 °C. Le cumul annuel moyen de précipitations est de 1 444 mm, avec 13 jours de précipitations en janvier et 8,7 jours en juillet. Pour la période 1991-2020, la température moyenne annuelle observée sur la station météorologique la plus proche, située sur la commune de Bustince-Iriberry à 2 km à vol d'oiseau, est de 13,9 °C et le cumul annuel moyen de précipitations est de 1 327,4 mm,. Pour l'avenir, les paramètres climatiques de la commune estimés pour 2050 selon différents scénarios d’émission de gaz à effet de serre sont consultables sur un site dédié publié par Météo-France en novembre 2022.

### Milieux naturels et biodiversité

#### Réseau Natura 2000
Le réseau Natura 2000 est un réseau écologique européen de sites naturels d'intérêt écologique élaboré à partir des Directives « Habitats » et « Oiseaux », constitué de zones spéciales de conservation (ZSC) et de zones de protection spéciale (ZPS).
Un site Natura 2000 a été défini sur la commune au titre de la « directive Habitats » : « la Nive », d'une superficie de 9 473 ha, un des rares bassins versants à accueillir l'ensemble des espèces de poissons migrateurs du territoire français, excepté l'Esturgeon européen,.

#### Zones naturelles d'intérêt écologique, faunistique et floristique
L’inventaire des zones naturelles d'intérêt écologique, faunistique et floristique (ZNIEFF) a pour objectif de réaliser une couverture des zones les plus intéressantes sur le plan écologique, essentiellement dans la perspective d’améliorer la connaissance du patrimoine naturel national et de fournir aux différents décideurs un outil d’aide à la prise en compte de l’environnement dans l’aménagement du territoire.
Une ZNIEFF de type 2 est recensée sur la commune, : 
les « landes, bois et prairies du bassin de la Bidouze » (11 263,46 ha), couvrant 25 communes du département.

## Urbanisme

### Typologie
Au 1er janvier 2024, Lacarre est catégorisée commune rurale à habitat dispersé, selon la nouvelle grille communale de densité à sept niveaux définie par l'Insee en 2022.
Elle est située hors unité urbaine. Par ailleurs la commune fait partie de l'aire d'attraction de Saint-Jean-Pied-de-Port, dont elle est une commune de la couronne,. Cette aire, qui regroupe 22 communes, est catégorisée dans les aires de moins de 50 000 habitants,.

### Occupation des sols

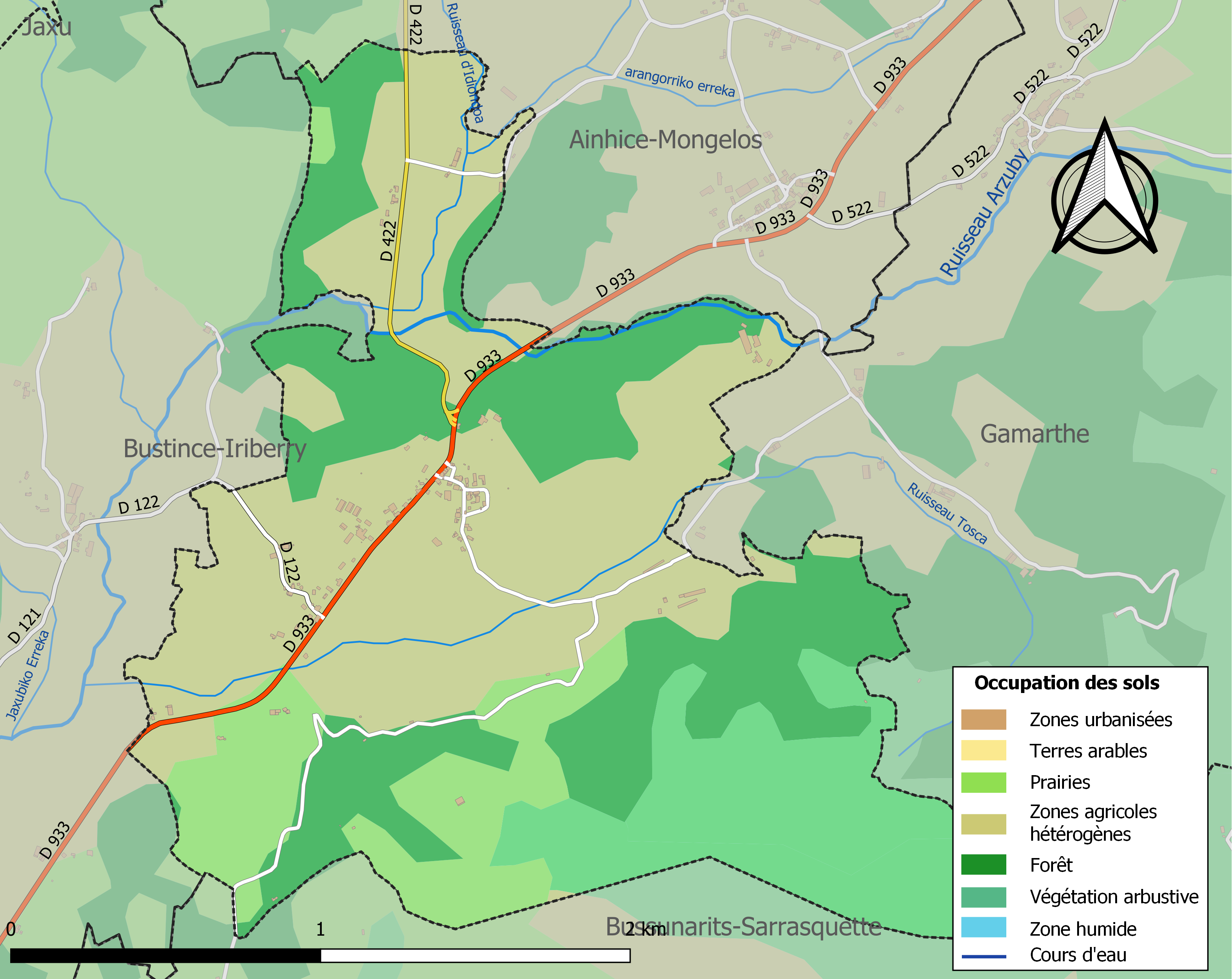
Carte des infrastructures et de l'occupation des sols de la commune en 2018 (CLC).

L'occupation des sols de la commune, telle qu'elle ressort de la base de données européenne d’occupation biophysique des sols Corine Land Cover (CLC), est marquée par l'importance des territoires agricoles (53,7 % en 2018), une proportion sensiblement équivalente à celle de 1990 (53,6 %). La répartition détaillée en 2018 est la suivante : 
zones agricoles hétérogènes (41,4 %), forêts (27,2 %), milieux à végétation arbustive et/ou herbacée (19,2 %), prairies (12,3 %). L'évolution de l’occupation des sols de la commune et de ses infrastructures peut être observée sur les différentes représentations cartographiques du territoire : la carte de Cassini (XVIIIe siècle), la carte d'état-major (1820-1866) et les cartes ou photos aériennes de l'IGN pour la période actuelle (1950 à aujourd'hui).

### Lieux-dits et hameaux
- Lakarre Beheiti 43° 11′ 10″ N, 1° 10′ 26″ O
- Kurutxegaïnpekoa 43° 11′ 20″ N, 1° 09′ 41″ O.

### Voies de communication et transports
Lacarre  est desservie par la route départementale D 933 (ancienne route nationale 133).

### Risques majeurs
Le territoire de la commune de Lacarre est vulnérable à différents aléas naturels : météorologiques (tempête, orage, neige, grand froid, canicule ou sécheresse), inondations, feux de forêts, mouvements de terrains et séisme (sismicité moyenne). Un site publié par le BRGM permet d'évaluer simplement et rapidement les risques d'un bien localisé soit par son adresse soit par le numéro de sa parcelle.
Certaines parties du territoire communal sont susceptibles d’être affectées par le risque d’inondation par une crue torrentielle ou à montée rapide de cours d'eau, notamment l'Hartzubiko erreka. La commune a été reconnue en état de catastrophe naturelle au titre des dommages causés par les inondations et coulées de boue survenues en 1982, 1983, 2009 et 2014,.
Lacarre est exposée au risque de feu de forêt. En 2020, le premier plan de protection des forêts contre les incendies (PDPFCI) a été adopté pour la période 2020-2030. La réglementation des usages du feu à l’air libre et les obligations légales de débroussaillement dans le département des Pyrénées-Atlantiques font l'objet d'une consultation de public ouverte du 16 septembre au 7 octobre 2022,.
Les mouvements de terrains susceptibles de se produire sur la commune sont des affaissements et effondrements liés aux cavités souterraines (hors mines). Afin de mieux appréhender le risque d’affaissement de terrain, un inventaire national permet de localiser les éventuelles cavités souterraines sur la commune.

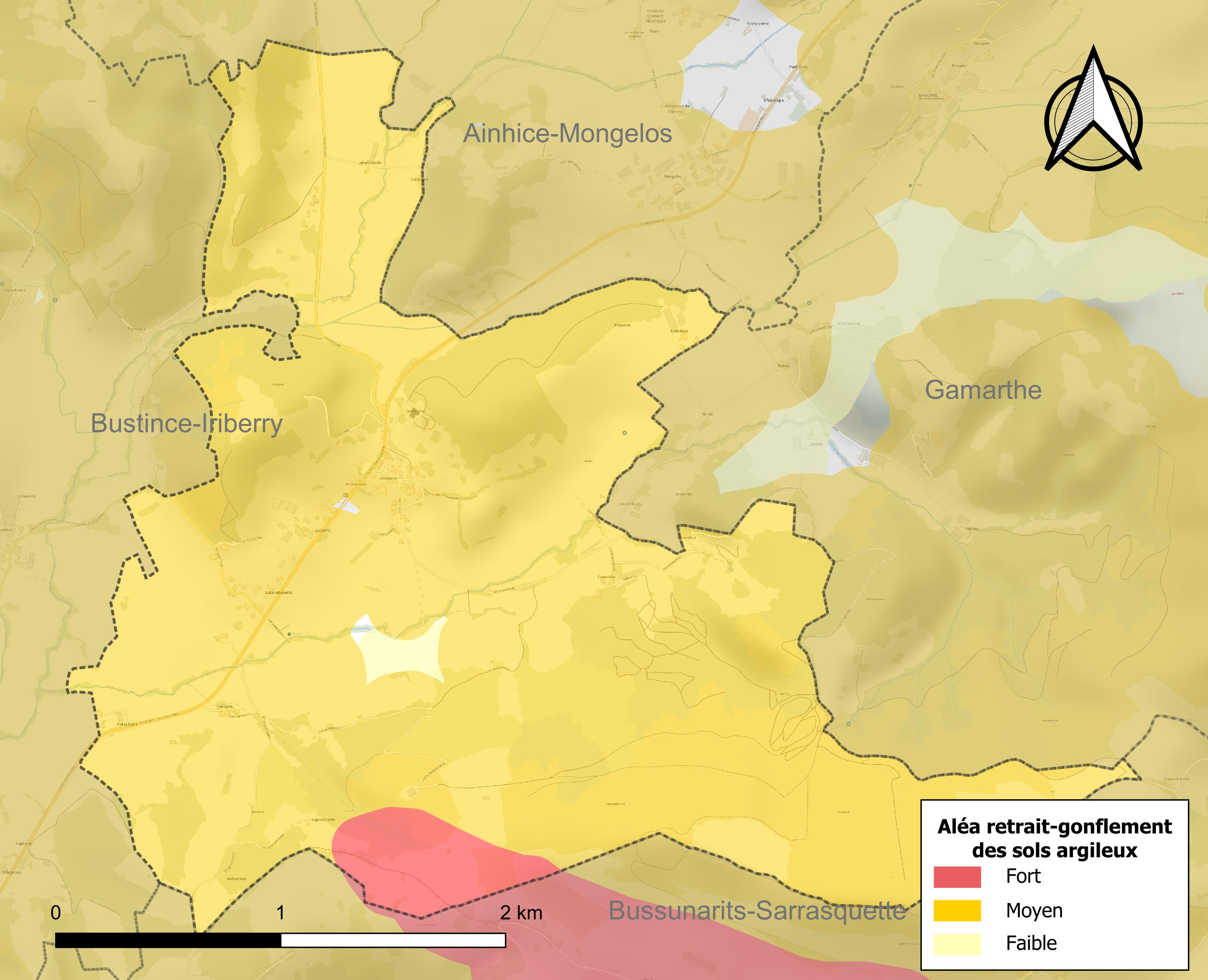
Carte des zones d'aléa retrait-gonflement des sols argileux de Lacarre.

Le retrait-gonflement des sols argileux est susceptible d'engendrer des dommages importants aux bâtiments en cas d’alternance de périodes de sécheresse et de pluie. 99,1 % de la superficie communale est en aléa moyen ou fort (59 % au niveau départemental et 48,5 % au niveau national). Depuis le 1er octobre 2020, en application de la loi ELAN, différentes contraintes s'imposent aux vendeurs, maîtres d'ouvrages ou constructeurs de biens situés dans une zone classée en aléa moyen ou fort,.

## Toponymie
Son nom basque est Lakarra ('gravier').
Le toponyme Lacarre apparaît sous les formes 
Lacarra (1119), 
Lecarre (milieu du XIIe siècle, cartulaire de Bayonne), 
Lekarre, Lacarra (respectivement 1168 et XIVe siècle, collection Duchesne volume CXIV) et 
Sanctus Martinus de Lacarre (1767, collations du diocèse de Bayonne).

## Histoire
Paul Raymond note que la baronnie de Lacarre dépendait du royaume de Navarre.

## Politique et administration
| Période                                  | Période  | Identité                | Étiquette | Qualité |
| ---------------------------------------- | -------- | ----------------------- | --------- | ------- |
| 1995                                     | 2001     | Jean-Baptiste Ybargaray |           |         |
| 2001                                     | 2008     | Jean-Pierre Eyhartz     | DVD       |         |
| 2008                                     | En cours | Jean-Claude Ybargaray   | EHBAI     |         |
| Les données manquantes sont à compléter. |          |                         |           |         |

### Intercommunalité
La commune appartient à huit structures intercommunales :
- la communauté d'agglomération du Pays Basque ;
- le syndicat AEP d'Ainhice ;
- le syndicat d’énergie des Pyrénées-Atlantiques ;
- le syndicat Gamarthe - Lacarre ;
- le syndicat intercommunal pour l'aménagement et la gestion de l'abattoir de Saint-Jean-Pied-de-Port ;
- le syndicat intercommunal pour le soutien à la culture basque ;
- le syndicat mixte du bassin versant de la Nive ;
- le syndicat scolaire du RPI Ainhice - Gamarthe - Lacarre.

Lacarre accueille le siège du syndicat AEP d'Ainhice ainsi que celui du syndicat Gamarthe - Lacarre.

## Population et société

### Démographie
L'évolution du nombre d'habitants est connue à travers les recensements de la population effectués dans la commune depuis 1793. Pour les communes de moins de 10 000 habitants, une enquête de recensement portant sur toute la population est réalisée tous les cinq ans, les populations de référence des années intermédiaires étant quant à elles estimées par interpolation ou extrapolation. Pour la commune, le premier recensement exhaustif entrant dans le cadre du nouveau dispositif a été réalisé en 2004.

En 2022, la commune comptait 175 habitants, en évolution de −1,13 % par rapport à 2016 (Pyrénées-Atlantiques : +3,78 %, France hors Mayotte : +2,11 %).
| 1793 | 1800 | 1806 | 1821 | 1831 | 1836 | 1841 | 1846 | 1851 |
| ---- | ---- | ---- | ---- | ---- | ---- | ---- | ---- | ---- |
| 204  | 196  | 246  | 240  | 248  | 301  | 259  | 278  | 278  |

| 1856 | 1861 | 1866 | 1872 | 1876 | 1881 | 1886 | 1891 | 1896 |
| ---- | ---- | ---- | ---- | ---- | ---- | ---- | ---- | ---- |
| 274  | 270  | 216  | 204  | 198  | 230  | 196  | 192  | 182  |

| 1901 | 1906 | 1911 | 1921 | 1926 | 1931 | 1936 | 1946 | 1954 |
| ---- | ---- | ---- | ---- | ---- | ---- | ---- | ---- | ---- |
| 176  | 183  | 174  | 168  | 165  | 173  | 178  | 158  | 142  |

| 1962 | 1968 | 1975 | 1982 | 1990 | 1999 | 2004 | 2006 | 2009 |
| ---- | ---- | ---- | ---- | ---- | ---- | ---- | ---- | ---- |
| 141  | 121  | 118  | 107  | 118  | 129  | 127  | 123  | 147  |

| 2014 | 2019 | 2022 | - | - | - | - | - | - |
| ---- | ---- | ---- | - | - | - | - | - | - |
| 171  | 169  | 175  | - | - | - | - | - | - |

## Économie
L'activité est principalement agricole. La commune fait partie de la zone d'appellation de l'ossau-iraty.

## Culture locale et patrimoine

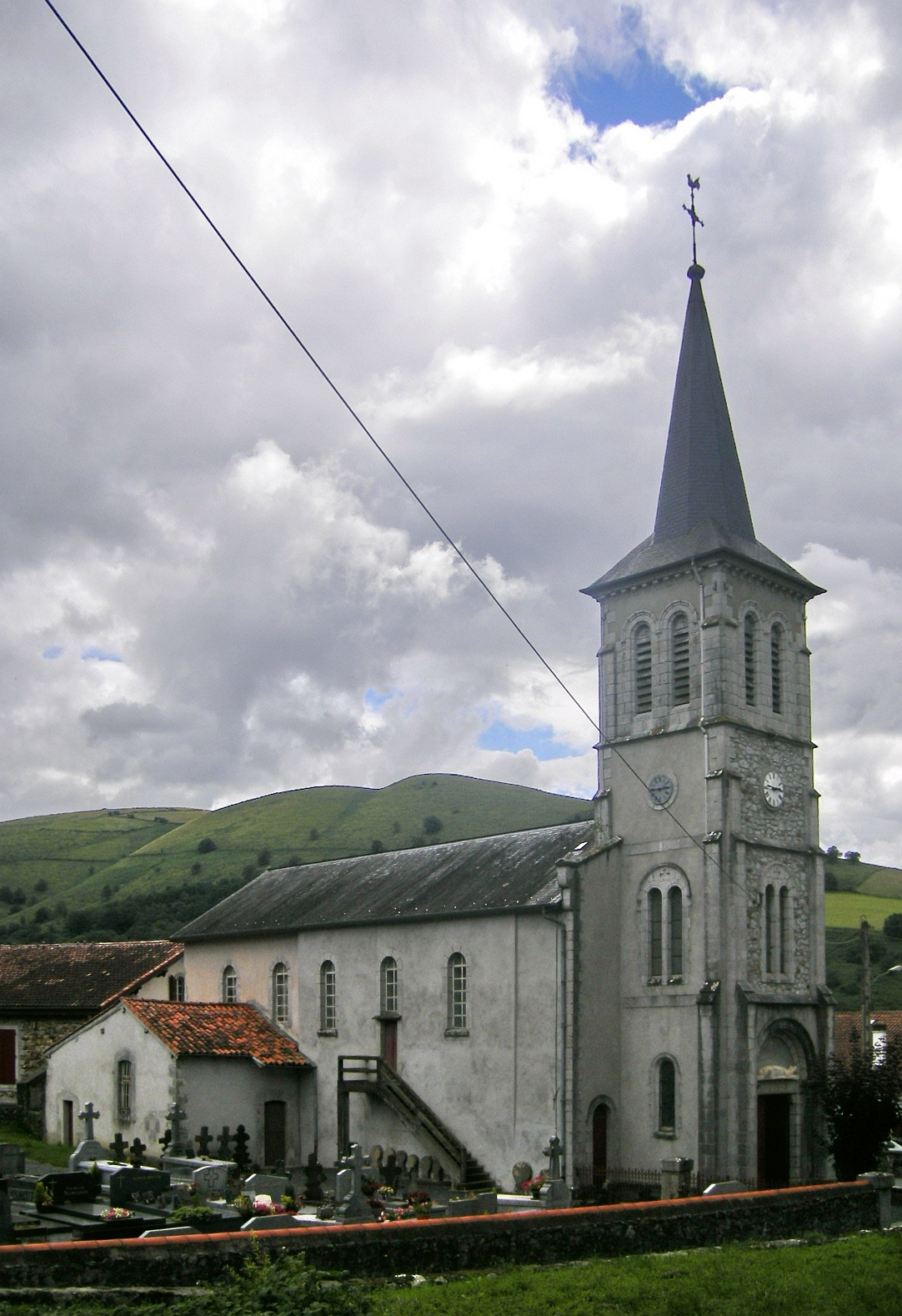
L'église de Lacarre.

### Patrimoine civil
- La ferme Etxegoinea[52] date du XVIIe siècle ;
- Le château de Lacarre[53], ayant appartenu au maréchal Harispe, date du milieu du Moyen Âge et a été reconstruit dans les années 1880.

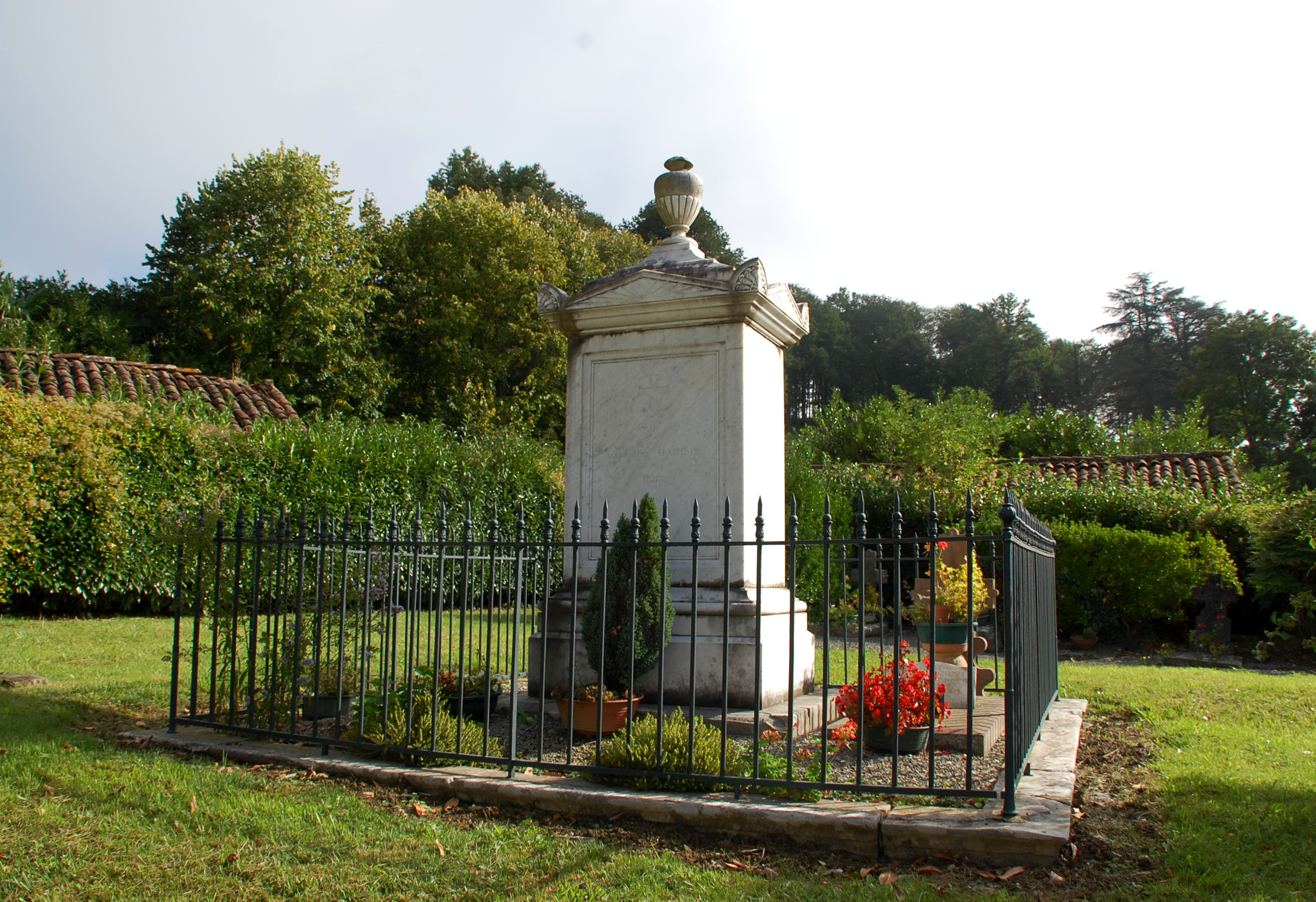
Tombe du maréchal Harispé.
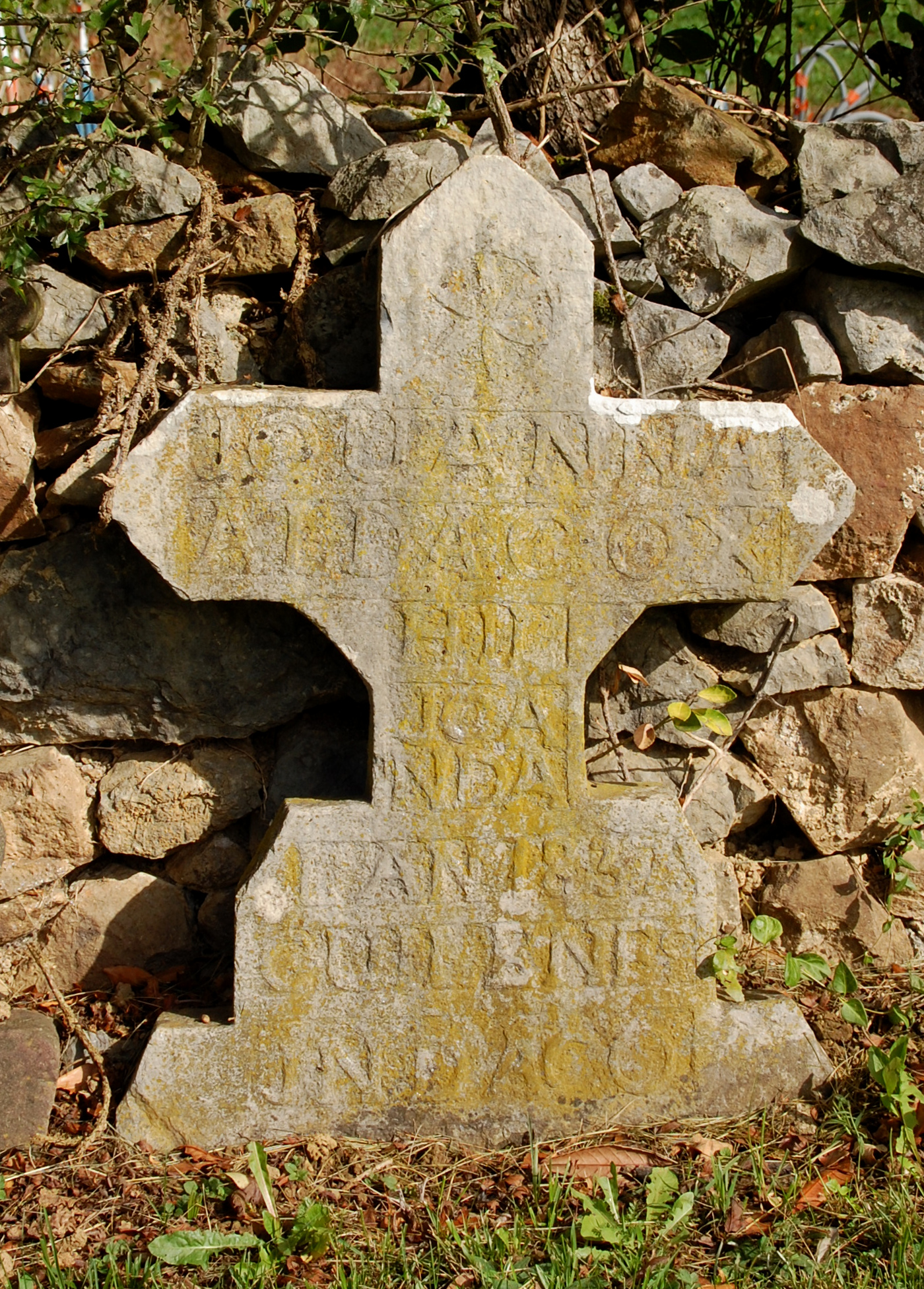
Croix de cimetière de 1837
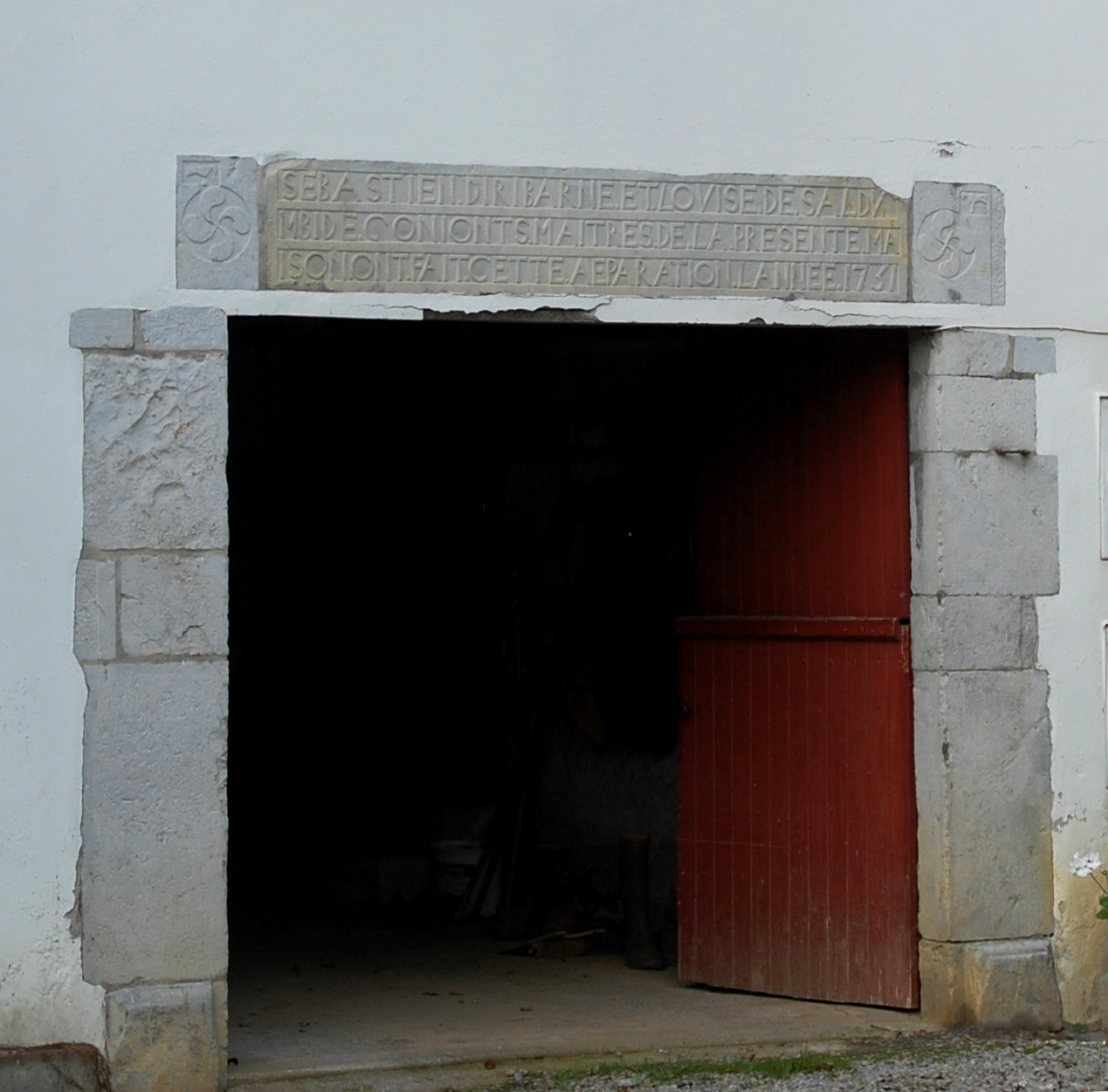
Atalburu.

### Patrimoine religieux
- Le cimetière[54], accueillant la tombe du maréchal Harispe, est recensé aux monuments historiques ;
- La chapelle funéraire appelée tombeau de la famille Luro[55] date du XXe siècle ;
- L'église Saint-Martin[56] date du XIXe siècle.

## Équipements
enseignement
La commune dispose d'une école élémentaire.

## Personnalités liées à la commune
- Jean Isidore Harispe né en 1768 à Saint-Étienne-de-Baïgorry et décédé en 1855 à Lacarre, était maréchal de France.